# Nanaguna breviuscula
Nanaguna breviuscula är en fjärilsart som beskrevs av Walker 1863. Nanaguna breviuscula ingår i släktet Nanaguna och familjen trågspinnare. Inga underarter finns listade i Catalogue of Life.